# Rahím Alíabádí
Rahim Aliabadi (persky  رحیم علی‌آبادی‎, * 22. března 1943 Ardabíl) je bývalý íránský zápasník, reprezentant v zápase řecko-římském. V roce 1972 vybojoval stříbrnou medaili v kategorii do 48 kg na olympijských hrách v Mnichově. Na mistrovství světa vybojoval v roce 1969 stříbro a v roce 1970 páté místo v papírové váze, v roce 1973 bronz v muší váze. V roce 1974 zvítězil na Asijských hrách v papírové váze.